# Werner Retzlaff
Werner Retzlaff (* 19. April 1890 in Döbeln; † 8. Februar 1960 in West-Berlin) war ein deutscher Architekt, der zur Zeit der Weimarer Republik und des Nationalsozialismus wirkte. Geschult in der Tradition des Jugendstils blieb er stets einer dekorationsfreudigen Architekturauffassung treu und gilt deshalb als Vertreter des Art déco. In den 1920er Jahren nahm er Einflüsse des expressionistischen Bauens und der Neuen Sachlichkeit auf. Mit Schwerpunkt in Mittel- und Ostsachsen schuf Werner Retzlaff zahlreiche Industrie- und Gewerbebauten, Wohnhäuser, Siedlungen und öffentliche Gebäude, darunter die Metallwarenfabrik „Alekto“ in Freiberg, das Kaufhaus Bester in Mittweida, mehrere Lichtspieltheater, das Stadthaus in Hainichen und das Stadtbad in Döbeln.

## Leben und Karriere

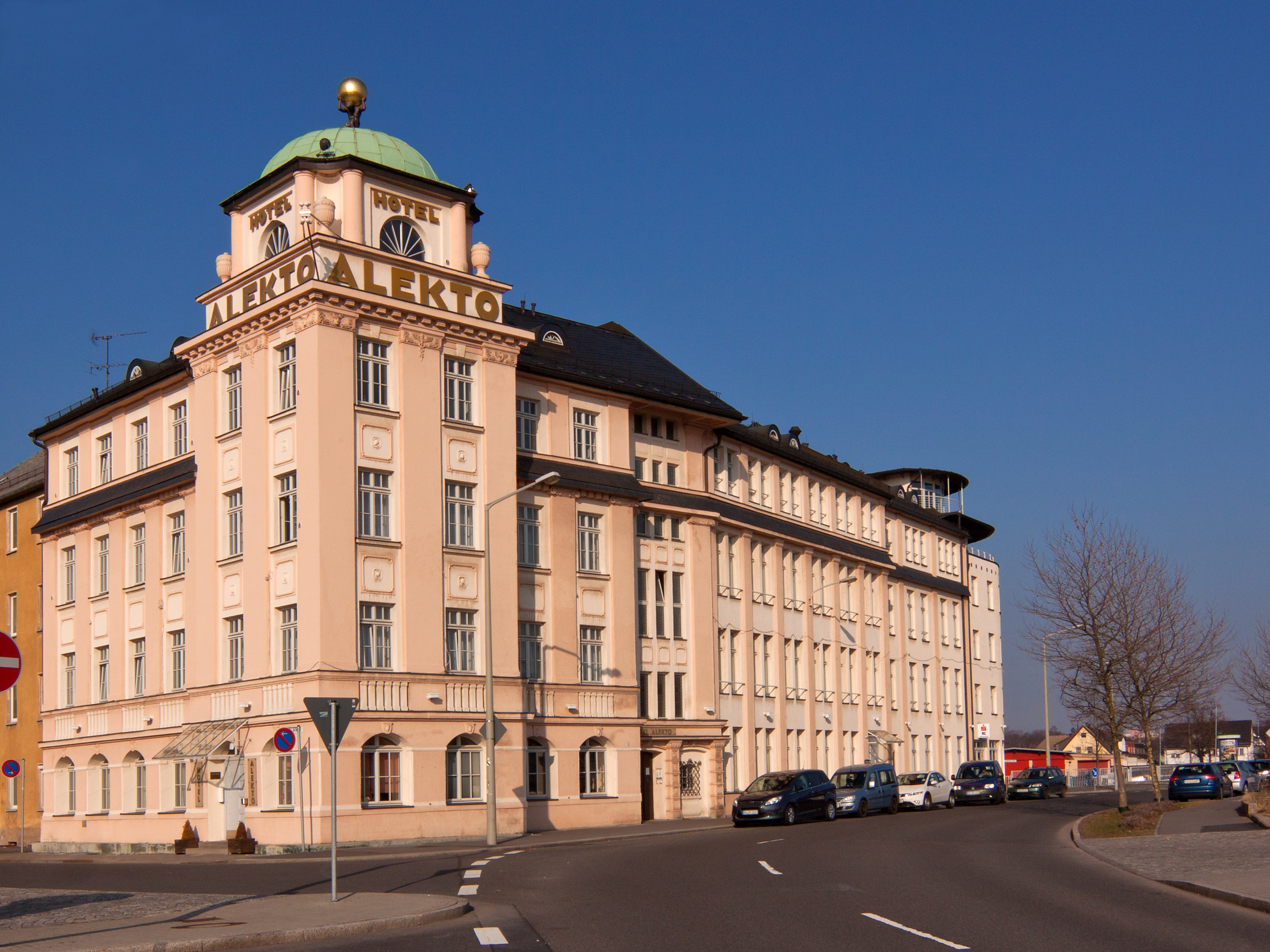
Ehemalige Metallwarenfabrik „Alekto“ in Freiberg

Werner Retzlaff wurde als Sohn eines Konrektors in Wiehle bei Bromberg geboren. Unklar ist bisher, wo er seine Ausbildung erhielt bzw. sein Studium absolvierte. Nach dem Ersten Weltkrieg ist er in Sachsen nachweisbar, wo er am 27. November 1919 Elsa Klara geb. Döring aus Gleisberg bei Nossen heiratete. Etwa zur gleichen Zeit gründete er ein Architekturbüro in Döbeln, mit dem er in den 1920er und 1930er Jahren zahlreiche Bauvorhaben vor allem in Mittel- und Ostsachsen plante. Seit spätestens 1919 war Werner Retzlaff Mitglied im Bund Deutscher Architekten. Im Jahr 1938 oder 1939 siedelte er nach Berlin (in den späteren Westteil) über, wo er bis zu seinem Tod am 8. Februar 1960 lebte. Die Übersiedlung steht wahrscheinlich in Zusammenhang mit einer Tätigkeit für die Heeresbauorganisation Organisation Todt.

## Bauten
- 1919: Umbau der Metallwarenfabrik „Alekto“ (Firma Bauer) in Freiberg
- 1920: Lagergebäude der Sächsischen Leinenindustrie AG in Freiberg
- 1920: Umbau des Kohlenschuppens der Sächsischen Leinenindustrie AG in Freiberg
- 1921: Umbau der ehemaligen Silberwäsche der Grube Himmelfahrt in Freiberg zur Flachsbereitungsanstalt der Firma Küchenmeister
- 1922: Umbau des Spinnereigebäudes der Sächsischen Leinenindustrie AG in Freiberg
- 1922: Beamtenhaus der Sächsische Leinenindustrie AG in Freiberg
- 1922: Umbau des Verwaltungsgebäudes der Sächsische Leinenindustrie AG in Freiberg
- 1922: Bankgebäude der Dresdner Bank AG in Roßwein
- 1922: Wohnhaus für „St.“ in Döbeln
- 1922: Scherbenbunker für das Kesselhaus der Sächsische Leinenindustrie AG in Freiberg
- 1923: Villa für Bernhardt Döring in Gleisberg
- 1922–1923: Fabrikgebäude der Schokoladenfabrik Clemen & Sohn in Döbeln
- 1924: Interieur der Ausstellungshallen für die Fachausstellung für das Gastwirtsgewerbe in Döbeln[4]
- 1924: Umbau des „Centraltheaters“ in Döbeln[5]
- 1924: Verwaltungsgebäude der Ortskrankenkasse Döbeln-Land in Döbeln
- 1925: Erweiterung des Kaufhauses Ferdinand Bester in Mittweida
- 1925: Umbau des Kaufhauses Landschreiber in Mittweida
- 1925–1927: Stadthaus in Hainichen
- 1926: Wohn- und Gärtnerhaus für „B.“ in Döbeln
- 1926: Wohnhaus für „C.“ in Döbeln
- 1926: Handels- und Gewerbeschule in Roßwein (nach einem mit dem 1. Preis prämierten Wettbewerbsentwurf)
- 1926: Handels- und Gewerbeschule in Mittweida
- 1926–1929: Wohnbebauung für den Spar- und Bauverein Mittweida
- 1927: Feuerwache mit Vierfamilienhaus in Reinsberg
- 1927: Siedlung in Berggießhübel
- 1927: Bezirksmolkerei in Pirna
- 1928: Geschäftshaus in Berggießhübel
- 1928: Umbau des „Salierhauses“ des Verbandes der Turnerschaft Salia e.V. in Jena
- 1928: Bürogebäude und Wohnhaus für „G.“ in Döbeln
- 1928: Doppelwohnhaus-Bebauung für den Bund der Kinderreichen in Döbeln
- 1928: Wohn- und Geschäftshaus (mit Fleischerei) für Oswald Helm in Mittweida
- 1928: Umbau des Lichtspielhauses „Theaterhaus“ in Mittweida
- 1928: Lichtspielhaus „Astoriatheater“ in Roßwein
- 1929: Hotel „Sächsisches Haus“ in Berggießhübel
- 1929: Umbau der Orgelempore der Nikolaikirche in Döbeln
- 1930: Wohnbebauung in Frankenberg für O. G. John u. a.
- 1930: Ausflugslokal an der Talsperre Kriebstein für Allard von Arnim
- 1933: Geschäftshaus für die Firma Hinkel & Kutschbach Nachf. in Machern
- 1933: Wochenendhaus aus Holz in Machern bei Leipzig[6]
- 1934: Wohnhäuser am „Sonneneck“ in Döbeln
- 1934–1936: Stadtbad in Döbeln
- 1937: Umbau des Lichtspielhauses „Capitol“ in Döbeln
- o. J.: Gartenhäuschen in Markkleeberg
- 1956–1960: Wiederaufbau der Thomaskirche in Berlin-Kreuzberg

## Wettbewerbsentwürfe
- 1924: Wettbewerbsentwurf für das Neue Grassimuseum in Leipzig
- 1925: Wettbewerbsentwurf für das Landesfinanzamt in Dresden
- 1926: Handels- und Gewerbeschule Roßwein (prämiert mit dem 1. Preis, vgl. Bauten)

## Entwürfe und unbestätigte Bauten
- zwei Entwürfe für Dorfkirchen, 1919
- Neubau einer Fabrik für landwirtschaftliche Maschinen: Eisengießerei, Döbeln, 1922/1923, Franz Richter
- Neubau der Metallwarenfabrik Johann Großfuß in Döbeln, 1923
- Entwurf für die Erweiterung des Bezirksheimes in Technitz, 1924
- Umbau der Brückenmühle in Waldheim, 1924
- Erweiterung des Bezirksheimes Olbernhau, 1925/1926
- Entwurf für den Milchhof einer Molkerei in Leipzig, 1926
- Entwurf für ein Krematorium, ohne Ort, 1926
- Entwurf für eine Geschäftshausgruppe mit Lichtspielhaus in Döbeln, 1928
- Entwurf für ein Bürogebäude mit dem Lichtspielhaus „Sternpalast“, ohne Ort, 1928
- Entwurf für den Neubau des „Germanenhauses“ in Jena, 1929
- Entwurf für eine Gruppe von Wohnhäusern in Jena, 1929
- Neubau von Wohnhäusern für die Baubank in Döbeln, 1929
- Landbundhaus in Oschatz, 1929
- Neubau von Achtfamilienhäusern in Döbeln für die Gemeinnütziger Bauverein GmbH, 1931

## Schriften
- Werner Retzlaff, Architekt B.D.A. Abriß aus meinem Schaffen in den Jahren 1919-1929. Berlin o. J. (ca. 1929).
- Alte und neue Schwimmbecken öffentlicher Bäder. In: Bauwelt, Jahrgang 1953, Nr. 37.

## Auszeichnungen und Patente
- 1930: Grand Prix der Internationalen Ausstellung Lüttich 1930 für Leitertreppen von Schwimmbädern
- 1935: Patent auf Wellenbrecher für Schwimmbecken (gemeinsam mit der Firma Friedrich Middelmann & Sohn GmbH in Wuppertal-Barmen; Patent-Nr. DE000000651297A)
- 1938: Sprungturm aus einer bockartigen Metallkonstruktion für Schwimmbäder (Patent-Nr. DE000000726891A)
- 1951: Unterwasserbeleuchtung, insbesondere für Schwimmbecken (Patent-Nr. DE000000906205B)
- 1951: Wellenbrecher mit Handfasse und Überlaufrinne für Schwimmbecken (Patent-Nr. DE000000871961B)